# Eleanor Steber
Eleanor Steber (Wheeling, Virgínia de l'Oest, 17 de juliol de 1914 - Langhorne, Pennsilvània, 3 d'octubre de 1990) va ser una soprano estatunidenca.
Va cantar al Metropolitan Opera entre 1940 i 1961, època en què va dominar els principals papers de les òperes de Strauss i Mozart. Va ser, això no obstant, una cantant versàtil, cantant també papers de Wagner, Alban Berg i alguna òpera francesa. Va protagonitzar l'estrena absoluta de l'òpera Vanessa de Samuel Barber i un gran nombre de primeres audicions al Metropolitan Opera, com ara Arabella de Strauss, El rapte en el serrall de Mozart i Wozzeck de Berg.
De temperament erràtic, va patir de problemes en la seua vida privada i va adquirir la reputació de ser una dona que vivia al límit. Potser aquest estil de vida va passar factura a la seua veu, de fet en alguna ocasió va semblar exhausta o fora de forma. En les darreries dels anys 1940 va obtenir un gran èxit com la comtessa de Les noces de Fígaro al Festival d'Edimburg, tant que la companyia HMV Records Records la va convidar als seus estudis per a fer un enregistrament amb altres àries de Mozart. Segons Walter Susskind, director del Festival i de l'enregistrament proposat, Steber va arribar als Abbey Road Studios sentint-se malament, i va admetre haver estat de festa tota la nit. No podia cantar les àries estàndard, dient "No sento res cantant això." Susskind, intentant salvar l'enregistrament, va respondre, "Què pot fer-te sentir?" Steber va pensar durant un instant i digué, "Provem amb ‘Depuis le jour' (Louise)..." S'hi van afegir les parts d'orquestra i el disc va fer-se només en una presa. Va esdevenir un dics famós, palesant una bella línia vocal i una gran qualitat.
La seua carrera va estar marcada sovint amb incidents d'aquest tipus, incloent-hi els succeïts al Festival de Bayreuth l'any 1953, quan davant del seu èxit professional interpretant l'Elsa de Lohengrin, el seu capteniment personal en societat no hi va estar a l'altura. Tot i això, és reconeguda com una de les més grans sopranos nord-americanes. Els seus nombrosos enregistraments encara es troben disponibles, tant en àudio com en vídeo, així com les seues aparicions televisives i de ràdio al programa The Voice of Firestone.
Va morir el 3 d'octubre de 1990 a Langhorne, Pennsilvània, després d'una operació quirúrgica d'una vàlvula cardíaca.

## Discografia
- Eleanor Steber sings Richard Strauss; VAI Audio; Karl Böhm (1r enregistrament), James Levine (2n enregistrament), directors. Enregistrament: Múnic, 4 de juny de 1953, (1r); Cleveland, 5 de maig de 1970 (2n)
- Eleanor Steber sings Mozart - Seleccions "Voice of Firestone"; VAI Audio; Robert Lawrence (1r - 6é), Wilfred Pelletier (7é) o Howard Barlow (8é - 10é), directors. Enregistrat a l'abril de 1960 (1r - 6é); del programa radiofònic "Voice of Firestone", 1946-1952.
- Eleanor Steber, her first recordings (1940); VAI Audio; Wilfrid Pelletier, director; Enregistrat el 30 i 31 de maig de 1940 i el 25 i 26 de juny de 1940, Town Hall, Nova York; i el 17 de juny de 1940, Academy of Music, Philadelphia.
- The Eleanor Steber collection. Vol. 1, the early career, 1938-1951; Armand Tokatyan (obres 3a i 5a); George Cehanovsky (6a); Leonard Warren (6a); Enregistrat1938-1951.
- Vanessa; RCA Victor Gold Seal; Metropolitan Opera Orchestra and Chorus; Dmitri Mitropoulos, director; Enregistrat al febrer i a l'abril de 1958 al Manhattan Center.
- Madama Butterfly; Sony Classical (originalment Columbia); Jean Madeira, Suzuki; Metropolitan Opera Orchestra and Chorus; "1949 Metropolitan Opera Association Production".